# Ungureni, Olt
Ungureni este un sat în comuna Topana din județul Olt, Muntenia, România. Se află în partea de nord a județului, în Podișul Cotmeana. La recensământul din 2002 avea o populație de 216 locuitori.

 Acest articol despre o localitate din județul Olt este deocamdată un ciot. Puteți ajuta Wikipedia prin completarea lui.

Sat de o frumusețe rară cu păduri verzi de foioase, străbătut de râul Cungrea și cu celebrul copac,Tecul de la Ionicesti.